# Dimethyl(methylthio)sulfoniumtriflat
Dimethyl(methylthio)sulfoniumtriflat (kurz: DMTST) ist eine ionische organische Verbindung, die drei Schwefelatome in unterschiedlichen Oxidationsstufen enthält.

## Gewinnung und Darstellung
Die erste Synthese von DMTST wurde 1982 publiziert und bestand in der Addition von Methyltriflat an Dimethyldisulfid. Wenn die Reaktion in Dichlormethan als Lösungsmittel durchgeführt wird läuft sie bei Raumtemperatur ab und das Produkt kann durch Zugabe von Diethylether ausgefällt werden („Anschärfen“).

## Eigenschaften
DMTST ist unter Normalbedingungen nicht stabil. Es zersetzt sich innerhalb von Stunden bis Tagen.

## Verwendung
DMTST wird in der Synthese als Promotor für Glykosylierungen eingesetzt, um Methylthioglykoside zu aktivieren.